# Porroglossum tokachii
Porroglossum tokachii là một loài thực vật có hoa trong họ Lan. Loài này được Luer miêu tả khoa học đầu tiên năm 1994.